# Fiat G.8
El Fiat G.8 fue un biplano biplaza de envergadura desigual diseñado para satisfacer un requerimiento oficial para un avión de entrenamiento de los pilotos de la reserva de la Regia Aeronautica. 

## Diseño y desarrollo

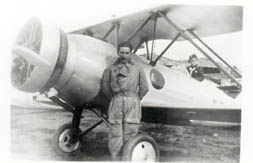

La producción fue llevada a cabo por los talleres Costruzioni Meccaniche Aeronautiche Società Anonima (CMASA) en Marina di Pisa, adquirida en 1934 por la Società Italiana Aviazione, una filial del grupo industrial FIAT, por lo que a veces el modelo es conocido como CMASA G.8 o Fiat-CMASA G.8.
Era un diseño de biplano convencional de estructura mixta, con alas decaladas de envergaduras desiguales, arriostradas mediante montantes interalares en "W" de tipo Warren y tren de aterrizaje clásico fijo con eje dividido. Los aparatos de serie estaban propulsados por el motor radial de siete cilindros refrigerado por aire Fiat A.54 con una potencia de 104 kW (143 hp), carenado con un anillo Townend. La cabina del alumno se encontraba inmediatamente debajo de un recorte en el borde de fuga del plano superior y la cabina del instructor detrás de ella.

## Historia operacional
El prototipo (MM.211) voló por primera vez el 28 de febrero de 1934. Sesenta de estos aviones fueron comprados por la Regia Aeronautica y usados en tareas de entrenamiento y enlace; se sirvieron dos pedidos, uno cursado en 1935 por un total de 50 unidades, y otro al año siguiente por diez aviones (matrículas ММ56101-ММ56150 y ММ56251-ММ56260).
En enero de 1938, durante la Guerra civil española, se reciben dos unidades de este modelo, que son encuadrados en las unidades italianas de la Aviación Legionaria. Al poco tiempo son transferidos a la Aviación Nacional, prestando servicio en la Escuela de Caza de Gallur (Zaragoza), y más tarde al aeródromo de Villanubla. Su vida operativa es corta, ya que de uno se pierde pronto la pista y el segundo, con la identificación 30-69, pasó primero a Logroño y más tarde al Grupo de Estado Mayor de Getafe, permaneciendo en vuelo hasta el año 1943, año en que causa baja.

## Operadores
España
- Aviación Nacional

 Italia
- Regia Aeronautica
- Aviación Legionaria

 República Social Italiana
- Aeronáutica Nacional Republicana

 Italia
- Aeronautica Cobelligerante Italiana
- Aeronautica Militare: operó tres Fiat G.8 hasta los años 50.[2]

## Especificaciones
Referencia datos: Enciclopedia Ilustrada de la Aviación Vol.7, pág 1796, Editorial Delta. Barcelona 1982

### Características generales
- Tripulación: Dos (piloto y alumno)
- Longitud: 6,8 m (22,4 ft)
- Envergadura: 8,8 m (28,7 ft)
- Altura: 2,6 m (8,6 ft)
- Superficie alar: 18,9 m² (203,4 ft²)
- Peso vacío: 570 kg (1256,3 lb)
- Peso máximo al despegue: 850 kg (1873,4 lb)
- Planta motriz: 1× motor radial de siete cilindros refrigerado por aire Fiat A.54.
  - Potencia: 104 kW (143 HP; 141 CV)

### Rendimiento
- Velocidad máxima operativa (Vno): 210 km/h (130 MPH; 113 kt)
- Alcance: 925 km (499 nmi; 575 mi)
- Techo de vuelo: 5200 m (17 060 ft)

## Aeronaves relacionadas

### Secuencias de designación
- Secuencia G._ (serie Gabrielli, interna de Fiat): G.2 - G.5 - G.8 - G.12 - G.18 - G.46 →
- Secuencia Numérica (Aeronaves del Ejército del Aire español, 1939-1945): ← 30 (XIII) - 30 (XIV) - 30 (XV) - 30 (XVI) - 30 (XVII) - 30 (XVIII) - 31 (I) →